# ジョアシャン・ブーヴェ
ジョアシャン・ブーヴェ（Joachim Bouvet、1656年7月18日 - 1730年6月28日）は、中国で活動したイエズス会士の一人。中国では白晋、または白進と称された。

## 生涯

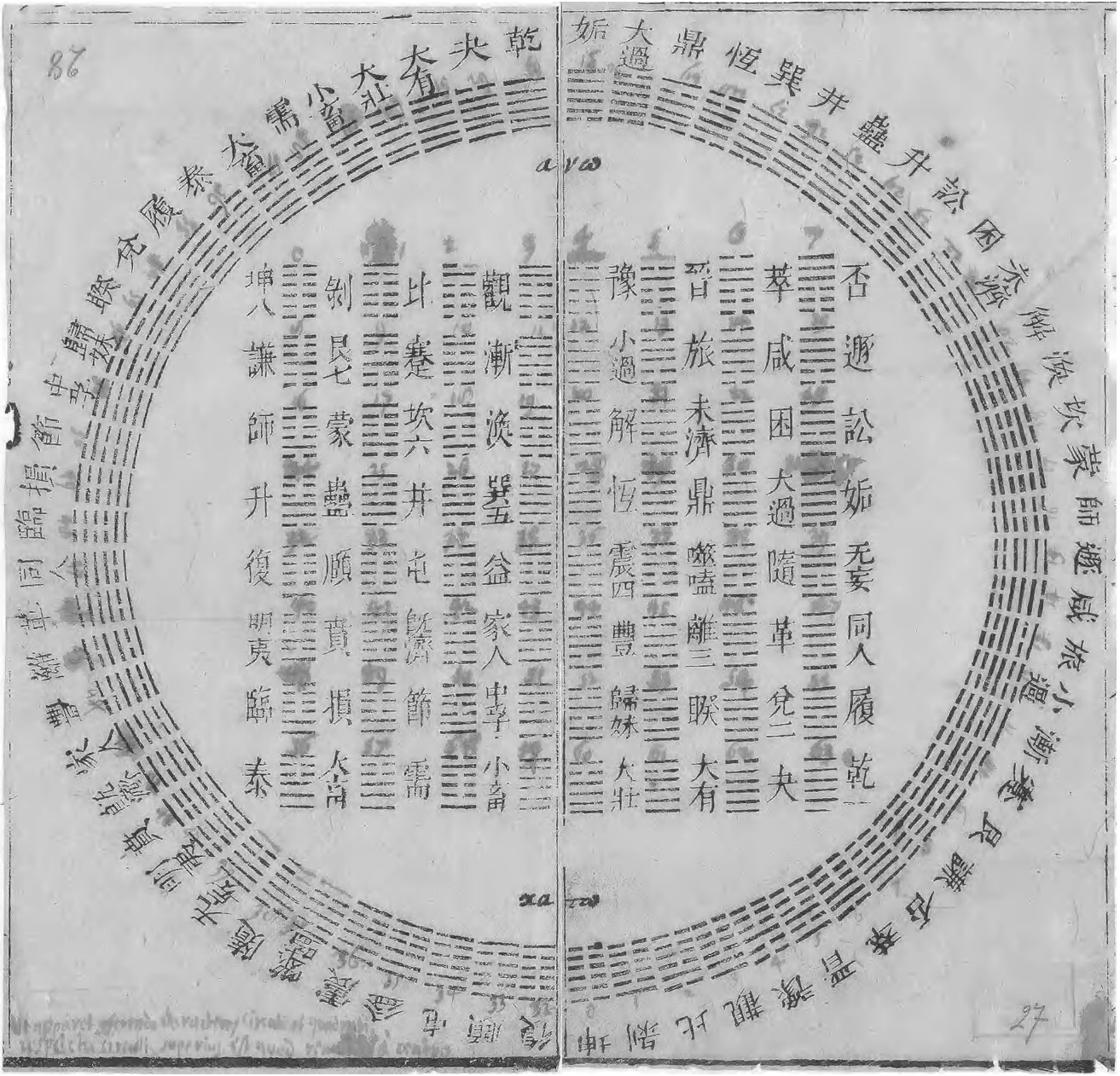
ブーヴェが1701年にライプニッツに送った六十四卦図

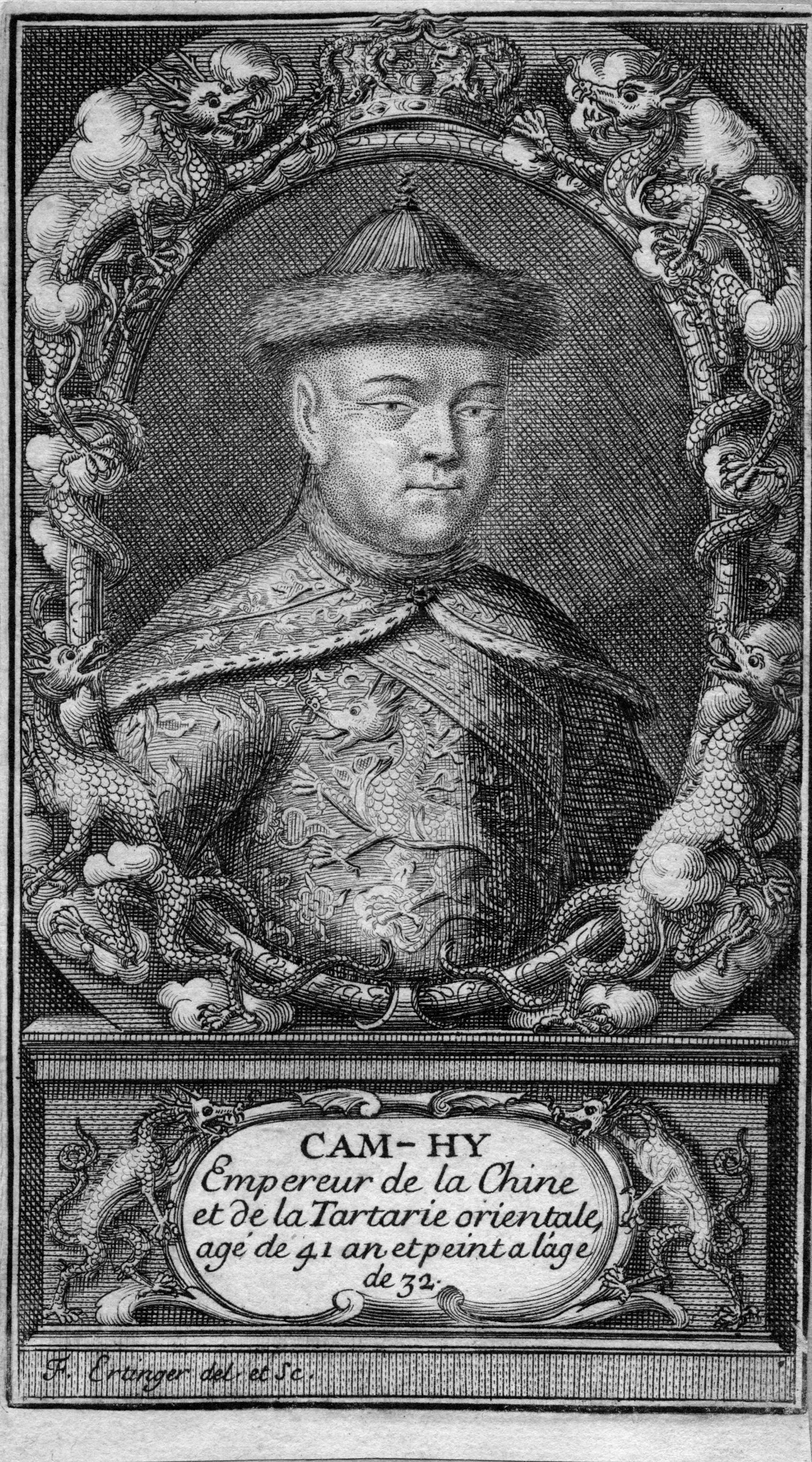
ブーヴェ著「康熙帝伝」の康熙帝像

1656年、フランスのル・マンで生まれた。1673年にイエズス会に入会し、1685年に司祭に叙階された。ルイ14世のもとで組織された6人の宣教師からなる中国宣教団のひとりとして、1685年にフランスを出発した。宣教団は一時タイに滞在したのち、中国南部の寧波を経て、1688年に北京に到着した。宣教団のうち、ブーヴェとジェルビヨンは康熙帝の宮廷で西洋科学を教えた。
その後、康熙帝からルイ14世への遣使として、1693年にブーヴェは中国を離れて1697年にフランスに着いた。ブーヴェは康熙帝が送った49部（一説に300部とも）の漢籍をルイ14世に献上した。1698年に再びフランスを出発して、ルイ14世の返礼およびジョゼフ・アンリ＝マリー・ド・プレマールなどの多くの宣教師とともに中国に帰還した。帰国後は皇太子胤礽の教育にあたった。
1701年、ブーヴェはゴットフリート・ライプニッツに邵雍の六十四卦（先天図）を送った。これはライプニッツの1703年の二進法に関する論文に使用された。一方、ブーヴェは『易経』などの中国の経書の中に聖書の真実が隠されていると考えていた（en:Figurismを参照）。
ブーヴェは清朝に数学、天文学などの学術を伝えたほか、大規模な実測地図である「皇輿全覧図」の作成にかかわった。また、ブーヴェがフランスで出版した『康熙帝伝』（後藤末雄訳・矢沢利彦補訂、平凡社東洋文庫、初版1970年）は、中国の事情をヨーロッパへ伝えることになった。1730年、北京で没した。

## 関連文献
- 『イエズス会士中国書簡集』 平凡社東洋文庫全6巻、1970-74年

全て矢沢利彦編訳、特に第1巻 康煕編、第6巻 信仰編
- 『イエズス会士書簡集　中国の医学と技術』 平凡社東洋文庫、1977年
- 『イエズス会士書簡集　中国の布教と迫害』 平凡社東洋文庫、1980年